# Великий Шургумал
Великий Шургума́л (рос. Большой Шургумал, марій. Кугу Шӱргыйымал) — присілок у складі Совєтського району Марій Ел, Росія. Входить до складу Кужмаринського сільського поселення.

## Населення
Населення — 30 осіб (2010; 39 у 2002).
Національний склад (станом на 2002 рік):
- марі — 87 %